# Carl-Olof Deurell
Carl-Olof Deurell, född 11 mars 1923 i Oscars församling, Stockholm, död 6 oktober 2019, var en svensk arkitekt. Han var son till Carl och Signe Deurell.
Deurell utexaminerades från Kungliga Tekniska högskolan 1948 och studerade på Kungliga Konsthögskolan 1954–1957. Han var anställd på arkitektkontor i Stockholm 1947–1954, på Stockholms stadsbyggnadskontor 1954, bedrev egen arkitektverksamhet från 1957, blev 1:e byråarkitekt på Stockholms stads fastighetskontor 1959 och var överarkitekt där 1967–1987. Han vann 1:a pris i en tävling om stadsplan för Yxhult (tillsammans med Bengt Hörlin), stadsplan för Sätraområdet i Gävle (tillsammans med Fritz Ridderstolpe) och Stora torget i Sigtuna.

## Bilder

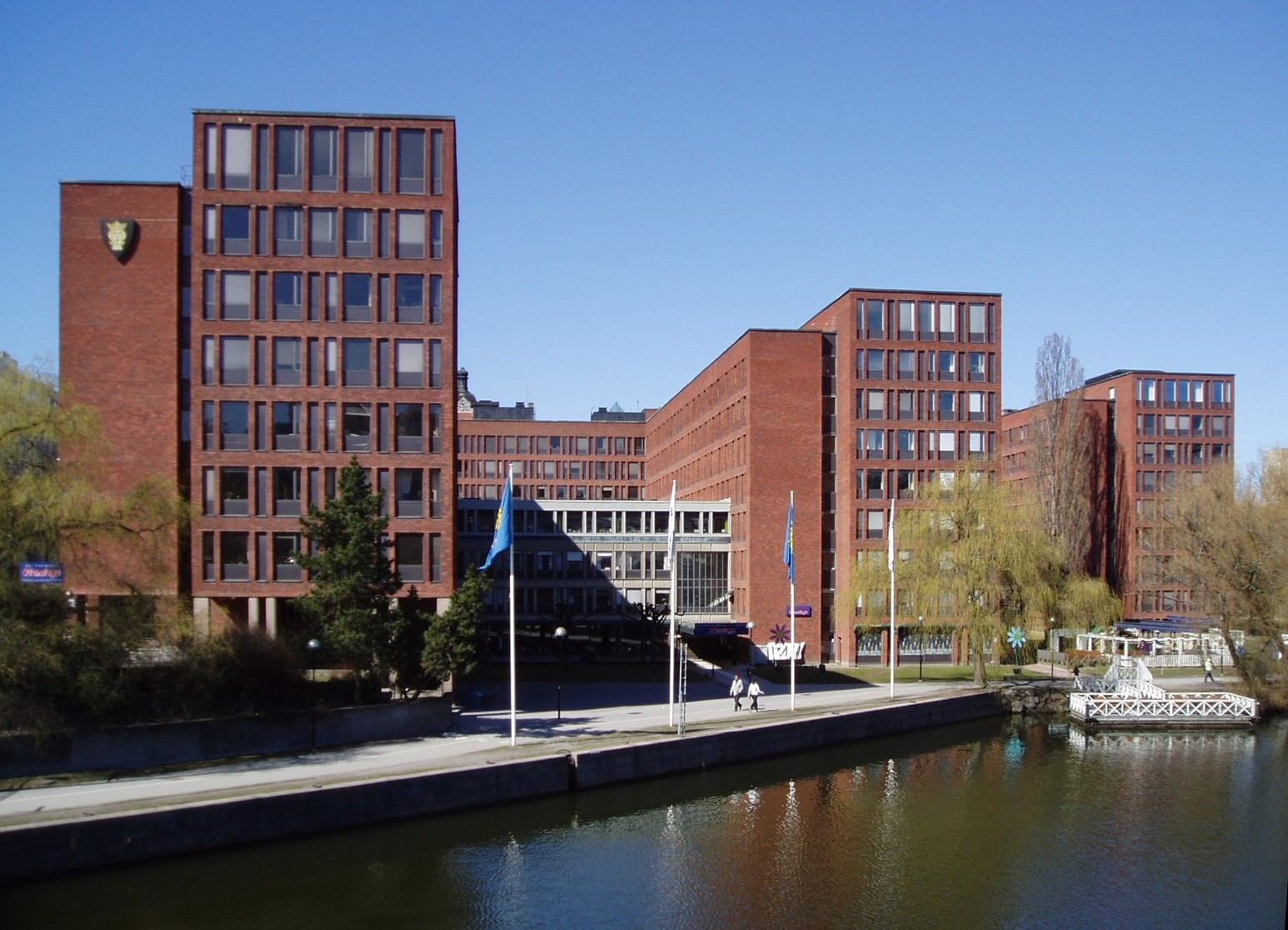
Tekniska nämndhuset i Stockholm (tillsammans med Nils Sterner, 1962–1965).
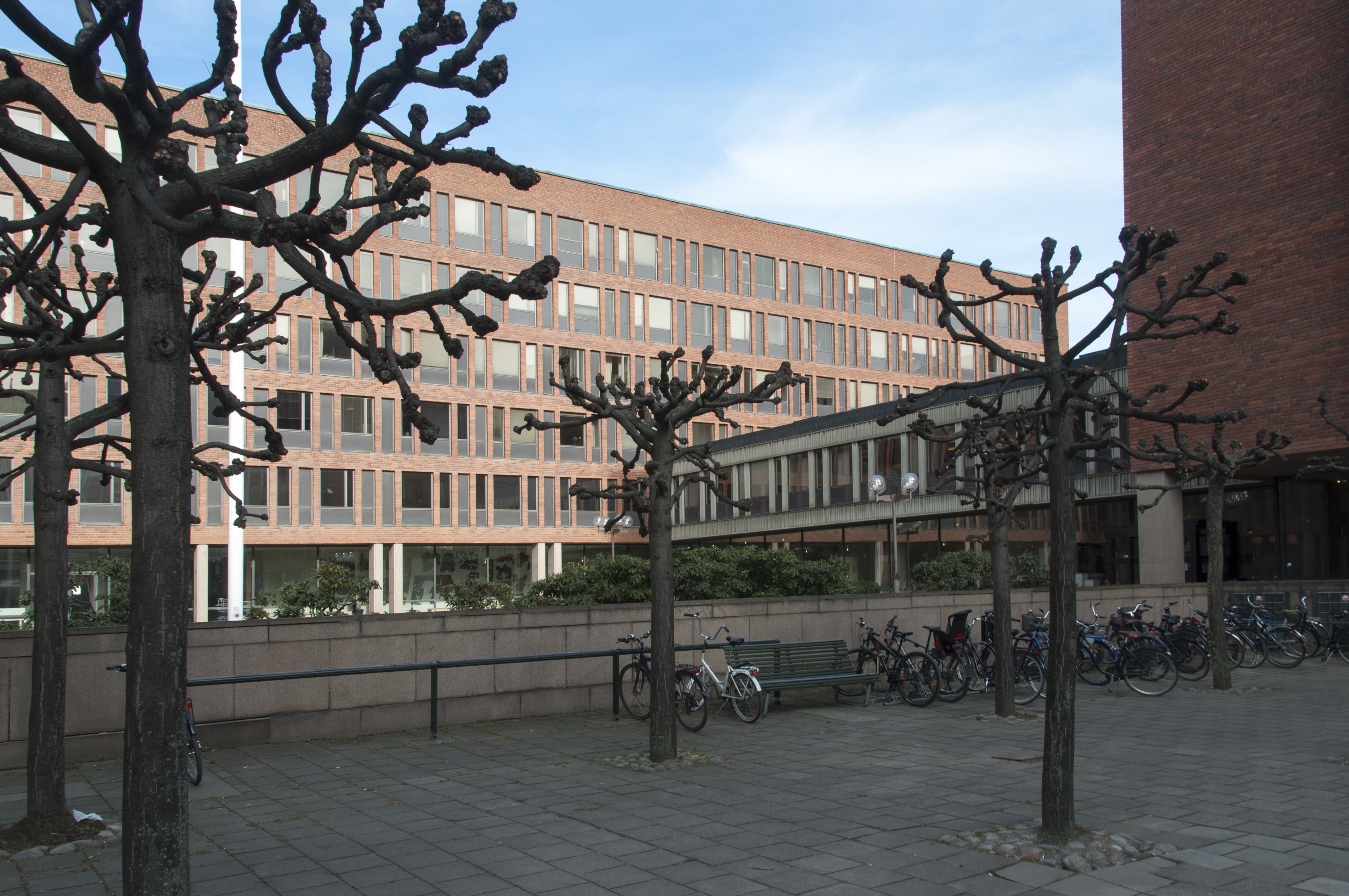
Tekniska nämndhuset
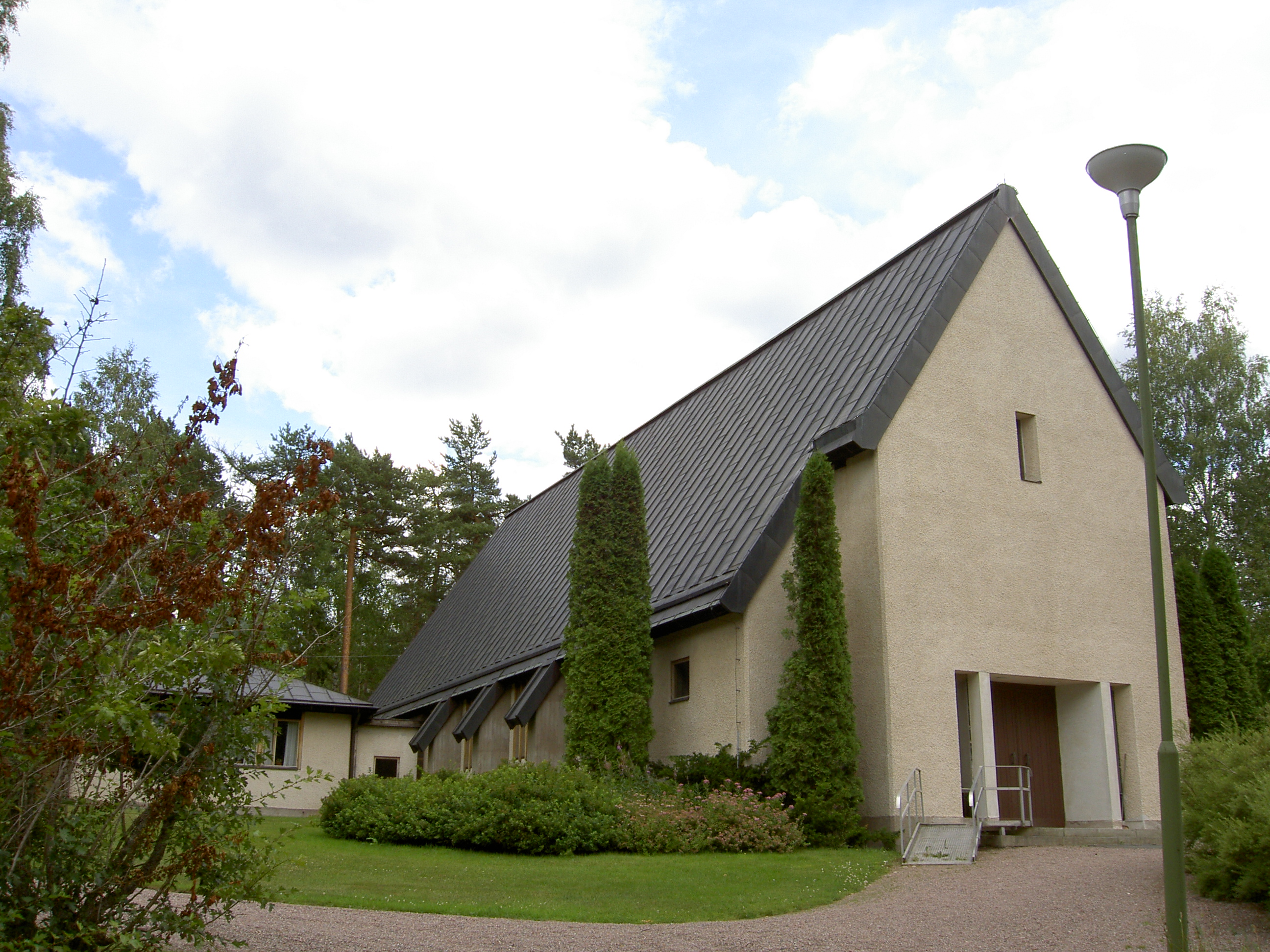
Horndals kyrka uppförd 1958
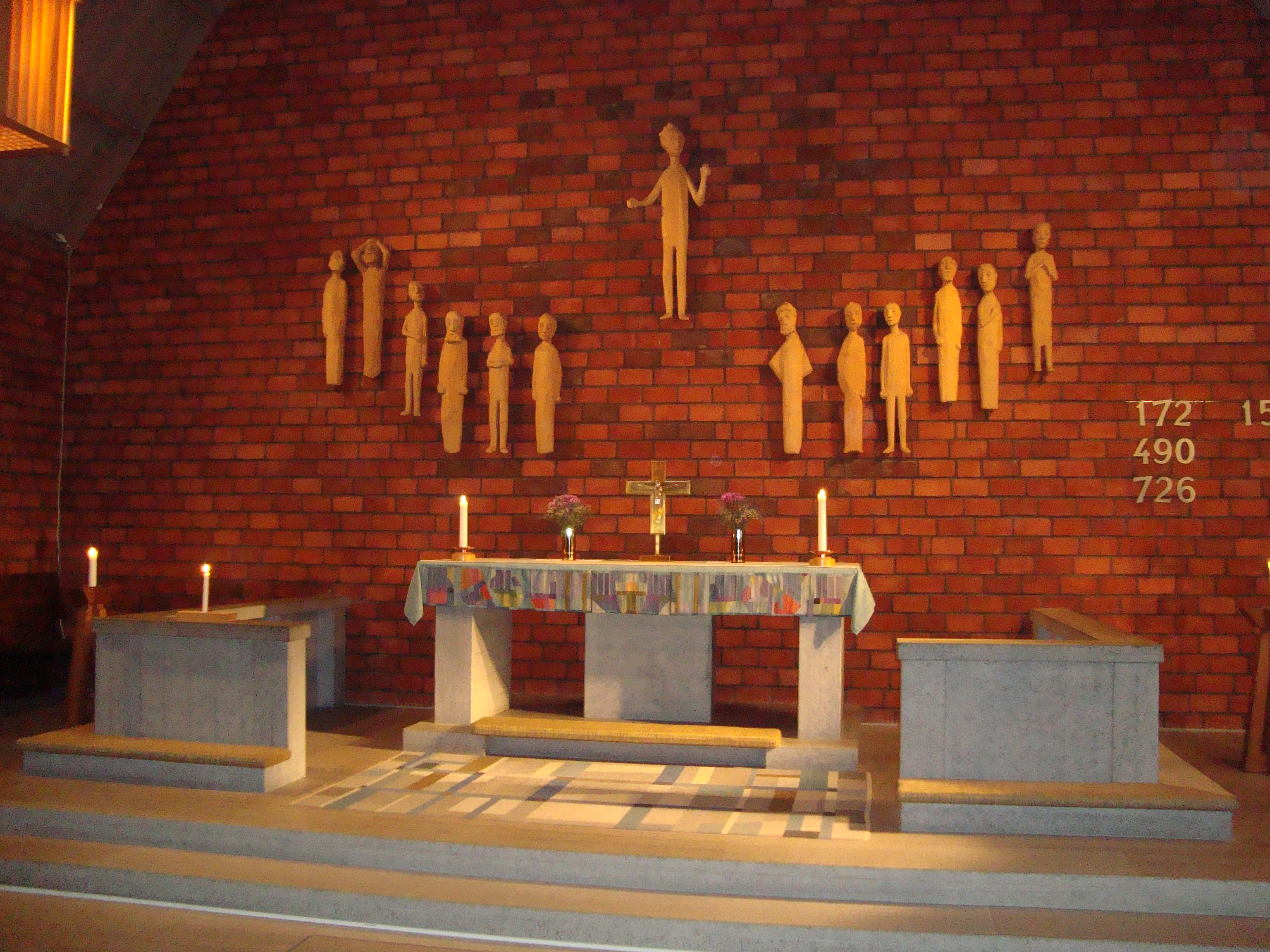
Koret i Horndals kyrka